# NASA Astronautengroep 18

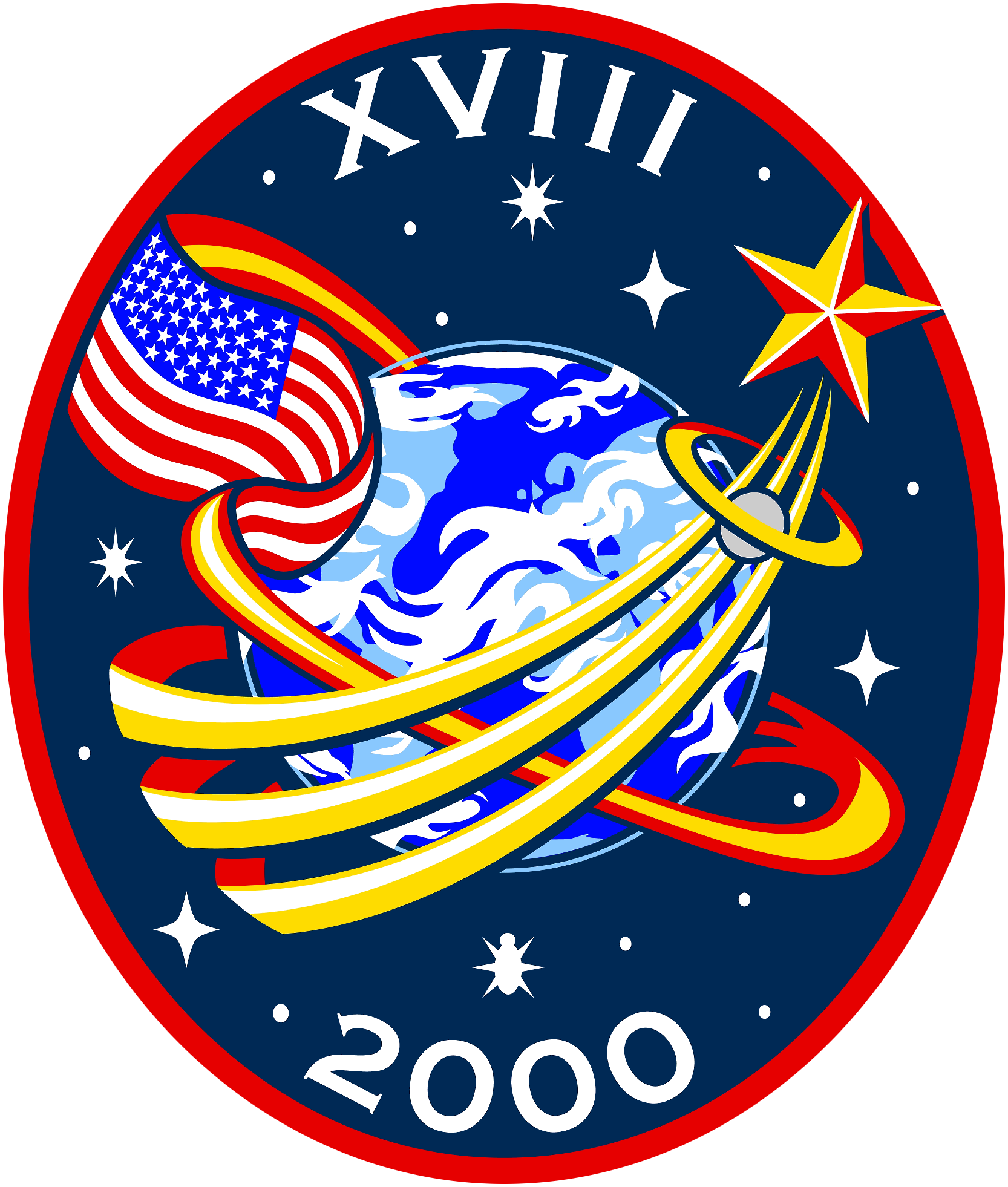
Patch Astronautengroep 18

The Bugs was de bijnaam van NASA's achttiende astronautengroep die in 2000 werd geselecteerd.
De groep bestond uit 17 personen waarvan zeven werden opgeleid tot piloot en tien tot missiespecialist. De training begon in augustus 2000.
De groep bestond uit:
| Astronaut         | Aantal vluchten | Missies                                                               |
| ----------------- | --------------- | --------------------------------------------------------------------- |
| Dominic Antonelli | 2               | STS-119, STS-132                                                      |
| Michael Barratt   | 2               | Sojoez TMA-14, STS-133, SpaceX Crew-8                                 |
| Robert Behnken    | 3               | STS-123, STS-130, SpX-DM2                                             |
| Eric Boe          | 2               | STS-126, STS-133                                                      |
| Stephen Bowen     | 3               | STS-126, STS-132, STS-133                                             |
| Alvin Drew        | 2               | STS-118, STS-133                                                      |
| Andrew Feustel    | 3               | STS-125, STS-134, Sojoez MS-08                                        |
| Kevin Ford        | 2               | STS-128, Sojoez TMA-06M                                               |
| Ronald Garan      | 2               | STS-124, Sojoez TMA-21                                                |
| Michael Good      | 2               | STS-125, STS-132                                                      |
| Douglas Hurley    | 3               | STS-127, STS-135, SpX-DM2                                             |
| Timothy Kopra     | 2               | STS-127 (lancering), STS-128 (landing), Sojoez TMA-19M                |
| Megan McArthur    | 2               | STS-125, SpaceX Crew-2                                                |
| Karen Nyberg      | 2               | STS-124, Sojoez TMA-09M                                               |
| Nicole Stott      | 2               | STS-128 (lancering), STS-129 (landing), STS-133                       |
| Terry Virts       | 2               | STS-130, Sojoez TMA-15M                                               |
| Barry Wilmore     | 3               | STS-129, Sojoez TMA-14M, Boe-CFT (lancering), SpaceX Crew-9 (landing) |